# Almalaguês
Almalaguês (antiguamente, Almalaguez) es una freguesia portuguesa del municipio de Coímbra, con 23,16 km² y 3111 habitantes (2011). Tiene una densidad de 134,3 hab/km². La freguesia es conocida por la tejeduría de alfombras, que son apreciadas en Portugal y en muchos otros países.
Está situada 12 km al sur de Coímbra. Limita con las freguesias de Ceira y Castelo Viegas al norte, Assafarge al noroeste y al oeste, el municipio de Condeixa al suroeste, y el municipio de Miranda do Corvo al sur y al este.

### Evolución demográfica

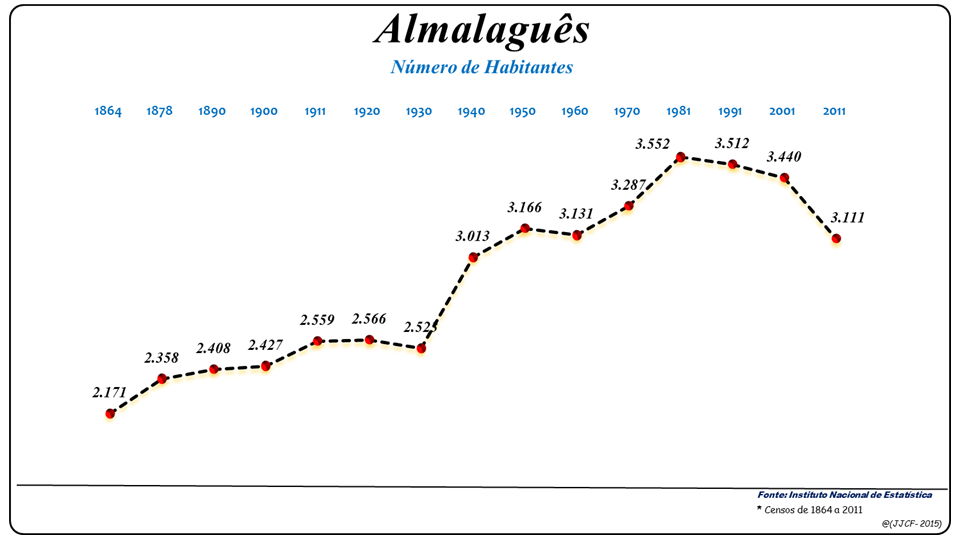
Evolución demográfica (1864-2011)

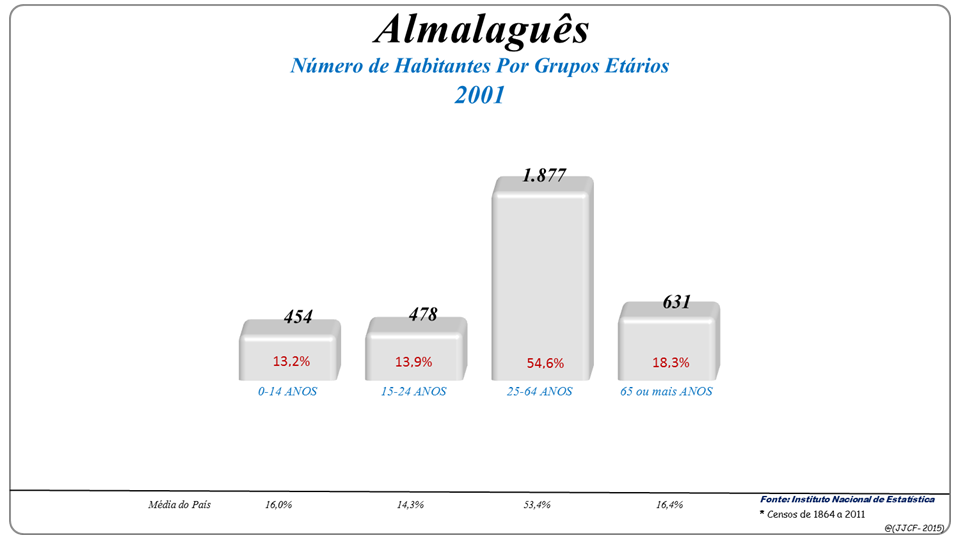
Grupos etarios (2001)

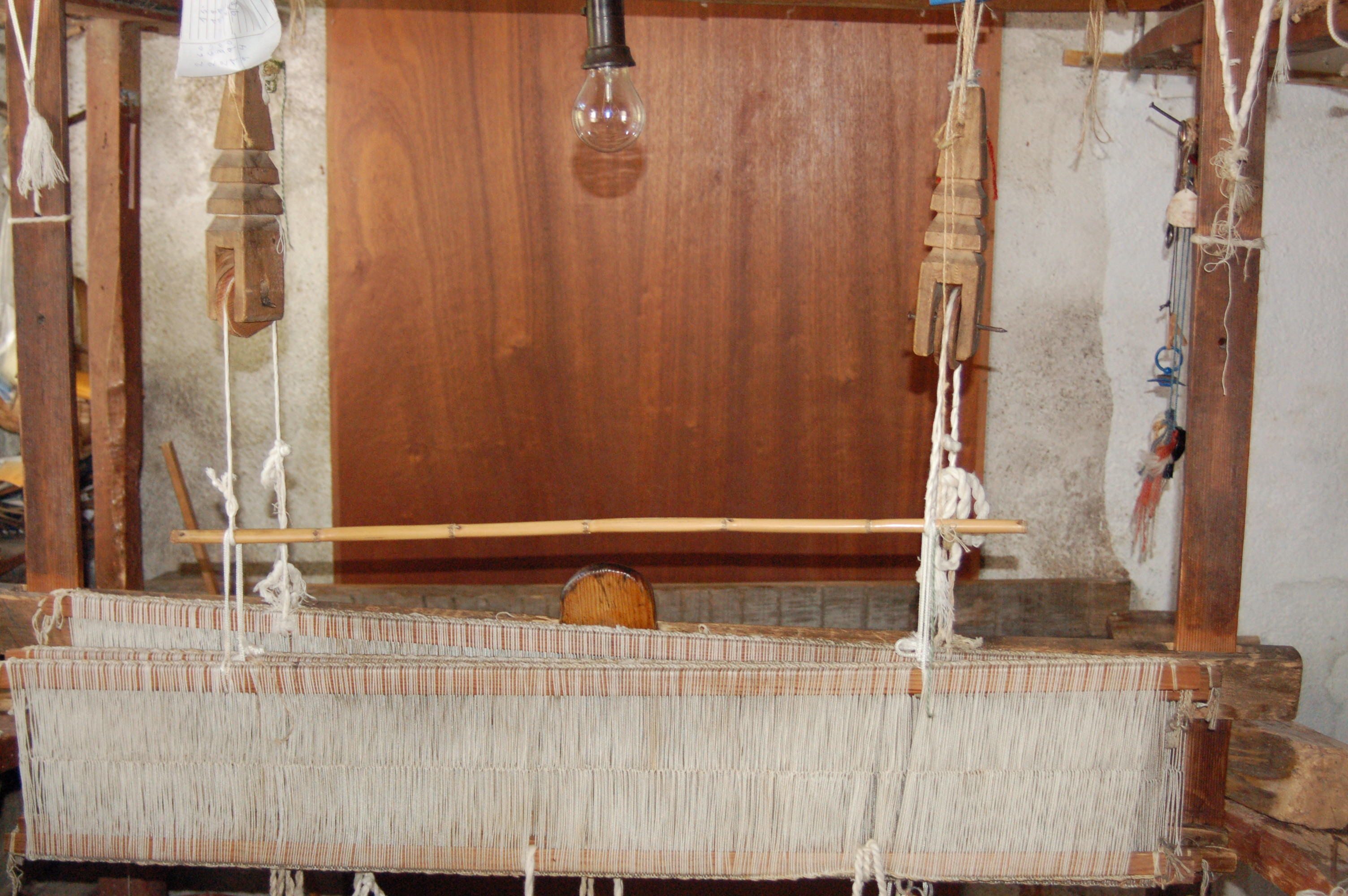
Máquina tradicional de las tejedoras de Almalaguês.